# El extraño viaje
El extraño viaje és una pel·lícula espanyola de 1964, dirigida per Fernando Fernán Gómez i protagonitzada per Carlos Larrañaga, Lina Canalejas, Jesús Franco, Rafaela Aparicio i Tota Alba. Rodada en blanc i negre, la pel·lícula està basada en un argument de Luis García Berlanga, convertit en guió més tard per Pedro Beltrán prenent com a punt de partida l'anomenat “Crim de Mazarrón”, ocorregut en un poble situat al sud de la comunitat murciana i que temps enrere havia aparegut en diversos números del periòdic El Caso. El seu títol havia de ser "El crimen de Mazarrón", però no va ser admès per la censura de l'època.
El extraño viaje retrata les misèries dels pobles d'Espanya dels anys seixanta comptada amb cert caràcter costumista i esperpèntic. Cal destacar les brillants interpretacions de Rafaela Aparicio i Tota Alba, i un genial Jesús Franco fent de germà mig babau. Fernando Fernán Gómez aconsegueix un ambient de misteri jugant amb els clarobscurs, la penombra, els efectes de les tempestes, i els plans llargs que mantenen el suspens. En 1970 va obtenir el premi del Cercle d'Escriptors Cinematogràfics a la millor pel·lícula.
Segons va explicar Jesús García Dueñas, escriptor i historiador de cinema, en la seva conferència titulada Descubriendo "El extraño viaje", que va donar a El Escorial el 21 de juliol de 2009 amb motiu de la celebració dels cursos d'estiu de la Universitat Complutense de Madrid, la pel·lícula, produïda amb un escàs pressupost, va ser censurada res més estrenar-se i va romandre sis anys oblidada en el traster d'una productora. García Dueñas opina que la pel·lícula és una de les obres mestres del cinema espanyol, a causa de diverses raons: d'una banda, per l'originalitat de l'argument, pel caràcter esperpèntic i de sainet a l'estil de Valle-Inclán d'aquesta, i per un altre, per la fusteria del guió, que manté l'interès de l'espectador fins al final, així com cert suspens. L'estil de la posada en escena i l'extraordinari repartiment acaben d'engrandir aquesta magnífica obra de Fernando Fernán Gómez, oblidada durant tant temps.

## Argument
Els Vidal (Paquita, Venancio i Ignacia) són tres germans que viuen junts, ja que els tres estan solters. Ignacia, que té un caràcter dominant i governa al seu antull als seus dos germans, entaula una relació amb Fernando (Carlos Larrañaga), membre de l'orquestra que amenitza els balls al poble.
Aquesta relació acaba en un festeig però Fernando està compromès amb Beatriz (Lina Canalejas). Una nit Paquita i Venancio entren a l'habitació d'Ignacia per a espiar-la aprofitant la seva absència i quan es troben dins Ignacia els descobreix. Paquita i Venancio presa del pànic la maten, i Fernando els encobreix. La tiren dins d'un barril de vi i se'n van del poble. Fernando intenta dormir Paquita i Venacio, però es passa amb els somnífers i els mata. El cadàver d'Ignacia és descobert i posteriorment es troben els dels altres dos. Fernando és descobert i empresonat.

## Repartiment
- Carlos Larrañaga	 ... 	Fernando
- Tota Alba	... 	Ignacia Vidal
- Lina Canalejas	... 	Beatriz
- Sara Lezana	... 	Angelines
- Rafaela Aparicio	... 	Paquita Vidal
- Jesús Franco Manera	... 	Venancio Vidal
- Luis Marín	... 	Músico
- María Luisa Ponte	... 	Mercera

## Premis
Medalles del Cercle d'Escriptors Cinematogràfics
| Categoria         | Resultat   |
| ----------------- | ---------- |
| Millor pel·lícula | Guanyadora |